# Tom McBride
Tom McBride (* 7. Oktober 1952 in Charleston als Thomas Aloysius McBride; † 24. September 1995 in New York City) war ein amerikanischer Fotograf, Model und Schauspieler.

## Karriere
McBrides erste und größte Filmrolle war 1981 in Freitag der 13. – Jason kehrt zurück, dem zweiten Teil der Filmreihe Freitag der 13., als der im Rollstuhl sitzende Sportler Mark. 1985 hatte er einen Kurzauftritt in Remo – unbewaffnet und gefährlich und in den folgenden Jahren Episodenrollen in wenigen Fernsehserien, darunter Ein Engel auf Erden. Als Model war er in den 1980ern ein Marlboro Man auf Werbetafeln in New York City und trat in Werbespots auf.

## Tod
McBride, der öffentlich schwul und in der New Yorker Schwulenszene bekannt war, beendete seine Karriere, nachdem ihm AIDS diagnostiziert worden war, worüber er offen sprach. Er hatte Progressive multifokale Leukenzephalopathie. Er verstarb an den Folgen seiner Krankheit 1995. Der Regisseur Jay Corcoran begleitete seine letzten Monate für den Dokumentarfilm Life and Death on the A-List. Die A-List bezeichnete in Großstädten die Gruppe schwuler Männer, die wegen ihres guten Aussehens und ihrer Körper begehrt waren; nach Eigenaussage stand McBride auf der A-List Manhattans von 1984 bis 1994.

## Filmografie
- 1981: Freitag der 13. – Jason kehrt zurück (Friday the 13th Part 2)
- 1981: Die Lady (Family Reunion, Fernsehfilm)
- 1985: Remo – unbewaffnet und gefährlich (Remo Williams: The Adventure Begins)
- 1986: Ein Engel auf Erden (Highway to Heaven, Fernsehserie, 1 Episode)
- 1987: Gimme a Break! (Fernsehserie, 1 Episode)
- 1989: Jung und Leidenschaftlich – Wie das Leben so spielt (As the World Turns, Fernsehserie 1 Episode)
- 1996: Life and Death on the A-List (Dokumentation, posthum veröffentlicht)
- 1997: White Lies – Das Leben ist zu kurz, um ehrlich zu sein (White Lies, posthum)